# Мозырьсельмаш
ОАО «Мозырьсельмаш» (Мозырский завод сельскохозяйственного машиностроения; бел. ААТ «Мазырсельмаш») — белорусское предприятие по производству отопительного оборудования (отопительных котлов, воздухо- и водонагревателей и др.), расположенное в городе Мозыре Гомельской области.

## История
По данным Белорусской энциклопедии, предприятие основано в 1928 году как артель «Молот», по данным официального сайта компании и Министерства промышленности Республики Беларусь — в 1924 году. Во время Великой Отечественной войны часть оборудования была эвакуирована, предприятие временно прекратило работу. В 1956 году артель преобразована в литейно-механический завод Министерства местной и топливной промышленности БССР (с 1957 года — в подчинении управления промышленности Гомельского облисполкома, с 1963 года — в подчинении СНХ БССР). В 1965 году завод переименован в Мозырский литейно-механический завод (сельхозмашин) СНХ БССР, 10 декабря 1965 года в связи с упразднением совнархозов вошёл в состав Министерства местной промышленности БССР. В 1974—1975 годах завод перепрофилирован, преобразован в завод машиностроения для птицеводческих комплексов и ферм «Мозырьптицемаш» и переподчинён Министерству машиностроения для животноводства и кормопроизводства СССР. В 1980-е годы завод полностью реконструирован, в 1988 году преобразован в Мозырский завод сельскохозяйственного машиностроения «Мозырьсельмаш», новой вышестоящей организацией стало Министерство сельскохозяйственного и тракторного машиностроения СССР. С 1991 года завод подчинён Госкомитету Республики Беларусь по промышленности, с 1994 года — Министерству промышленности Республики Беларусь. 25 августа 2000 года преобразован в республиканское унитарное предприятие. В 2012 году завод начал расширение производства.

## Современное состояние
По состоянию на 2020 год, компания производит воздухонагреватели и теплогенераторы, водонагревательные установки, отопительные котлы, водогрейные колонки и другое оборудование. На предприятии занято более 300 сотрудников.